# بيكو دي أوريزابا
بيكو دي أوريزابا: عبارة عن جبل بركاني يقع في المكسيك، وهو أعلى قمة بركانية في قارة أمريكا الشمالية وثالث أعلى قمة جبلية فيها، ورابع أعلى قمة بركانية في العالم، وهو يعرف أيضا ببركان سيتلاتبتل.

## الموقع
يوجد جبل بيكو دي أوريزابا في المكسيك ويبلغ ارتفاعه 18,491 قدم، (5,636م) فوق مستوى سطح البحر، ويقع في الحزام البركاني الممتد عبرالمكسيك. يقع على الحدود بين فيراكروز وبويبلا، تشكل من تدفق الحمم البركانية، ويختلف مناخه بحب الرياح، تبلغ نسبة هطول الأمطار السنوية 1600 ملم، وتصل درجة الحرارة في إلى -5 درجة مئوية، وتتساقط الثلوج طيلة العام، آخر ثوران كان عام 1846، وهو حاليا بركان خامد.

## التصنيف
يصنف جبل بيكو دي أوريزابا بأنه أعلى قمة بركانية في قارة أمريكا الشمالية، وثالث أعلى قمة جبل فيها بعد جبل دينالي في ألاسكا، وجبل لوغان في كندا، ورابع أعلى قمة بركانية في العالم بعد قمة جبل أوخوس ديل سالادو، وجبل كليمنجارو، وجبال إلبروس، وهو ضمن قائمة القمم البركانية السبع في العالم.